# Murgasj (berg)
Murgasj (bulgariska: Мургаш) är ett berg i Bulgarien.   Det ligger i regionen Sofijska oblast, i den västra delen av landet, 30 km nordost om huvudstaden Sofia. Toppen på Murgasj är 1 673 meter över havet. Murgasj ingår i Murgasj.
Terrängen runt Murgasj är huvudsakligen kuperad, men österut är den bergig. Murgasj är den högsta punkten i trakten. Närmaste större samhälle är Botevgrad, 12,0 km nordost om Murgasj.
I omgivningarna runt Murgasj växer i huvudsak lövfällande lövskog. Runt Murgasj är det ganska glesbefolkat, med 24 invånare per kvadratkilometer.